# Union centriste des démocrates de progrès
De Union centriste des démocrates de progrès, Nederlands: Centrum Unie van Vooruitstrevende Democraten, was een parlementaire groepering of fractie in de Franse Senaat, met leden die tussen rechts en het midden waren.
De Union centriste des démocrates de progrès kwam na de Senaatsverkiezingen van 1968 tot stand als opvolger van de groupe des républicains populaires et du centre démocratique, maar werd zelf in 1983 door de Union centriste vervangen. Er deden eerst twee politieke partijen aan de groep mee: Centre démocratie et progrès en Centre démocrate, maar die verenigden zich in 1976 in de Centre des démocrates sociaux.
Alain Poher, een prominent lid van de fractie, was van 1968 tot 1992 de voorzitter van de Senaat.

## Fractievoorzitters
- 1976 - 1983 : Adolphe Chauvin
- 1974 - 1976 : André Fosset
- 1971 - 1974 : Roger Poudonson
- 1968 - 1971 : André Colin